# Resolutie 668 Veiligheidsraad Verenigde Naties
Resolutie 668 van de Veiligheidsraad van de Verenigde Naties werd op 20 september 1990
unaniem aangenomen.

## Achtergrond
In 1979 werd na de val van het Rode Khmer-regime en met steun van Vietnam en de Sovjet-Unie de Volksrepubliek Kampuchea opgericht. Het land werd gedurende het volgende decennium door Vietnam gecontroleerd via een marionettenregering. Die werd gedurende dat decennium bevochten door een regering in ballingschap die bestond uit de koningsgezinde Funcinpec, de Rode Khmer en het in 1982 gevormde Nationaal Volksbevrijdingsfront.
In augustus 1989 kwamen de vier partijen en vertegenwoordigers van achttien landen bijeen in de door de Verenigde Naties gesponsorde Conferentie van Parijs.

## Inhoud
De Veiligheidsraad:
- overtuigt van de noodzaak aan een snelle, rechtvaardige en duurzame vreedzame oplossing voor het conflict in Cambodja;
- merkt op dat vooruitgang werd geboekt tijdens de Conferentie van Parijs over Cambodja;
- waardeert de inspanningen van China, Frankrijk, de Sovjet-Unie, het Verenigd Koninkrijk en de Verenigde Staten die tot een raamakkoord hebben geleid;
- waardeert ook de inspanningen van de Vereniging van Zuidoost-Aziatische Naties;
- waardeert verder de inspanningen van Indonesië en Frankrijk als co-voorzitters van de Conferentie van Parijs en de andere deelnemers;
- merkt op dat het de bedoeling is dat het Cambodjaanse volk zelfbeschikking krijgt via vrije verkiezingen;

1. steunt het raamakkoord en zet aan tot verdere inspanningen;
2. verwelkomt de aanvaarding van het raamakkoord door alle Cambodjaanse partijen;
3. verwelkomt ook de toezegging van de Cambodjaanse partijen om het raamakkoord uit te bouwen tot een omvangrijke politieke regeling;
4. verwelkomt in het bijzonder het akkoord tussen de Cambodjaanse partijen om een Nationale Hogeraad te vormen als legitieme autoriteit tijdens de overgangsperiode;
5. dringt er bij de leden van de Nationale Hogeraad op aan zo snel mogelijk een voorzitter te kiezen om het akkoord in paragraaf °4 uit te voeren;
6. merkt op dat de Nationale Hogeraad Cambodja zal vertegenwoordigen in het buitenland en haar vertegenwoordigers bij de Verenigde Naties mag aanstellen;
7. dringt er bij alle partijen op aan om terughoudend te zijn om een vreedzaam klimaat te creëren waarin tot een akkoord kan worden gekomen;
8. roept de covoorzitters van de Conferentie op meer consultaties te houden om tot een uitgebreide overeenkomst en een gedetailleerd plan voor de uitvoering ervan te komen;
9. roept alle partijen op tot samenwerking;
10. zet de Secretaris-Generaal aan tot een voorbereidende studie van de middelen, het tijdsschema en andere zaken relevant aan de rol van de VN;
11. roept alle landen op een uitgebreide overeenkomst te steunen.

## Verwante resoluties
- Resolutie 717 Veiligheidsraad Verenigde Naties (1991)
- Resolutie 718 Veiligheidsraad Verenigde Naties (1991)

Lijst ·  647 ·  648 ·  649 ·  650 ·  651 ·  652 ·  653 ·  654 ·  655 ·  656 ·  657 ·  658 ·  659 ·  660 ·  661 ·  662 ·  663 ·  664 ·  665 ·  666 ·  667 ·  668 ·  669 ·  670 ·  671 ·  672 ·  673 ·  674 ·  675 ·  676 ·  677 ·  678 ·  679 ·  680 ·  681 ·  682 ·  683